# Bifolium (wiskunde)
Het bifolium is een wiskundige kromme met in cartesiaanse coördinaten de vergelijking:
{\displaystyle (x^{2}+y^{2})^{2}=2ax^{2}y}
In poolcoördinaten is de vergelijking
{\displaystyle r=a\,\sin \theta \,\cos ^{2}\theta }